# Lega Nazionale A 2009-2010 (calcio femminile)
La Lega Nazionale A 2009-2010, campionato svizzero femminile di prima serie, si concluse con la vittoria del FC Zürich Frauen.

## Partecipanti
| Club             | Città             | Stadio                            | Capacità | Dettagli stagione |
| ---------------- | ----------------- | --------------------------------- | -------- | ----------------- |
| Basilea          | Basilea           | Sportanlagen St. Jakob            | 5 060    | Dettagli          |
| Grasshopper      | Zurigo            | GC/Campus                         | ?        | Dettagli          |
| Kriens           | Kriens            | Sportanlage Kleinfeld             | 5 100    | Dettagli          |
| Rapperswil-Jona  | Rapperswil-Jona   | Stadio Grünfeld                   | 1 000    | Dettagli          |
| Staad            | Staad di Thal     | Sportplatz Bützel                 | 2 700    | Dettagli          |
| Rot-Schwarz Thun | Thun              | Stadion Lachen                    | 9 540    | Dettagli          |
| Young Boys       | Berna             | Stadion Neufeld                   | 14 000   | Dettagli          |
| Yverdon          | Yverdon-les-Bains | Stade Municipal Yverdon-les-Bains | 8 200    | Dettagli          |
| Zuchwil 05       | Zuchwil           | Sportzentrum Zuchwil              | 1 000    | Dettagli          |
| Zurigo           | Zurigo            | Eichrain                          | ?        | Dettagli          |

## Classifica
|  | Pos. | Squadra          | Pt | G  | V  | N | P  | GF | GS | DR  |
|  | ---- | ---------------- | -- | -- | -- | - | -- | -- | -- | --- |
|  | 1.   | Zurigo           | 47 | 18 | 15 | 2 | 1  | 58 | 15 | +43 |
|  | 2.   | Grasshopper      | 41 | 18 | 12 | 5 | 1  | 43 | 14 | +29 |
|  | 3.   | Young Boys       | 37 | 18 | 12 | 1 | 5  | 47 | 27 | +20 |
|  | 4.   | Yverdon          | 35 | 18 | 11 | 2 | 5  | 48 | 20 | +28 |
|  | 5.   | Kriens           | 22 | 18 | 6  | 4 | 8  | 27 | 41 | -14 |
|  | 6.   | Rot-Schwarz Thun | 19 | 18 | 5  | 4 | 9  | 31 | 37 | -6  |
|  | 7.   | Staad            | 16 | 18 | 4  | 4 | 10 | 22 | 16 | +6  |
|  | 8.   | Zuchwil 05       | 16 | 18 | 5  | 1 | 12 | 19 | 42 | -23 |
|  | 9.   | Basilea          | 12 | 18 | 3  | 3 | 12 | 15 | 45 | -30 |
|  | 10.  | Rapperswil-Jona  | 11 | 18 | 3  | 2 | 13 | 17 | 52 | -38 |

Legenda:

      Campione di Svizzera e ammesso alla UEFA Women's Champions League.
 Va al play-off con la seconda qualificata della Lega Nazionale B. Resta in Lega Nazionale A.
      Relegata in Lega Nazionale B.
Note:

Tre punti a vittoria, uno a pareggio, zero a sconfitta.

## Play-off relegazione/promozione
Play-off fra penultima classificata della LNA e seconda classificata della LNB.
|           | Risultati |         | Luogo e data                              |  |
| --------- | --------- | ------- | ----------------------------------------- |  |
| Schlieren | 2 - 2     | Basilea | a Schlieren, campo Zelgli, 13 giugno 2010 |  |
|           |           |         |                                           |  |

Verdetto
- Il Basilea conserva il suo posto in Lega Nazionale A 2010-2011.

## Statistiche

### Classifica marcatrici
| Gol |  |  | Giocatore         | Squadra          |
| --- |  |  | ----------------- | ---------------- |
| 14  |  |  | Caroline Abbé     | Yverdon          |
| 14  |  |  | Isabelle Meyer    | Grasshopper      |
| 13  |  |  | Romana Lendenmann | Zurigo           |
| 12  |  |  | Maeva Sarrasin    | Yverdon          |
| 10  |  |  | Lara Keller       | Kriens           |
| 10  |  |  | Sandy Maendly     | Young Boys       |
| 10  |  |  | Jehona Mehmeti    | Young Boys       |
| 9   |  |  | Vanessa Bernauer  | Zurigo           |
| 9   |  |  | Annina Spahr      | Young Boys       |
| 8   |  |  | Caroline Müller   | Grasshopper      |
| 7   |  |  | Fabienne Humm     | Zurigo           |
| 7   |  |  | Audrey Riat       | Yverdon          |
| 7   |  |  | Kristina Šundov   | Rot-Schwarz Thun |
| 6   |  |  | Claudia Stilz     | Staad            |
| 6   |  |  | Samira Susuri     | Rot-Schwarz Thun |
| 6   |  |  | Selina Zumbühl    | Zurigo           |